# Potencijalne terapije multiple skleroze
Tretmani multiple skleroze u istraživanju možda mogu da poboljšaju funkciju, umanje napade, ili ograniče progresiju bolesti. Mnogi tretmani već u kliničkim istraživanjima obuhvataju lekove koji se koriste za druge bolesti ili medikacije koje nisu bile specifično dizajnirane za MS. U toku su takođe ispitivanja usresređena na kombinacije lekova koji se već koriste za multiplu sklerozu. Najzad, sprovodi se veliki broj osnovnih istraživanja kojima je cilj poboljšanje razumevanja bolesti, i koja u budućnosti možda mogu pomoći u nalaženju novih tretmana.

## Lekovi koji modifikuju tok bolesti uifazi kliničkih ispitivanja
Ovi lekovi su namenjeni menjanju kliničkog toka bolesti i ne odnose se na lečenje simptoma ili oporavak od recidiva. U toku je više od dvanaest kliničkih ispitivanja koja testiraju potencijalne terapije. Dodatni novi tretmani se razvijaju i testiraju na životinjskim modelima.

### Faza
Programi III faze ispitivanja sastoje se od studija na velikim grupama pacijenata (300 do 3.000 ili više). Njihov cilj je da služe kao definitivna procena efikasnosti i bezbednosti testiranog leka. To je poslednja faza razvoja lekova pred podnošenje zahteva kod odgovarajuće regulatorne agencije (npr. Evropske medicinske agencije (EMEA) za Evropsku uniju, FDA u SAD, Agencija za terapeutska dobra (TGA) za Australiju, itd.) da bi se dobila dozvola za prodaju. Tretman u studijama MS III faze obično traje 2 godine po pacijentu.
- Alemtuzumab (brend: ; u razvoju od strane kompanija Genzyme i Bayer Schering) je monoklonalno antitelo koje se trenutno koristi u tretmanu hronične limfocitne leukemije i limfoma T-ćelija. Rezultati iz studija II faze u kojima je upoređivan sa Rebifom (interferonom beta-1a) objavljeni u maju 2007. su pokazali efikasnost. Međutim, ispitivanje je zaustavljeno nakon što su 3 slučaja imunološke trombocitopeniske purpure (ITP) prijavljena; naknadno, dodatna 3 slučaja su nađena, i 1 pacijent je umro. Ta opasna po život nuspjava se može tretirati, ako je detektovana na vreme. Iz tog razloga, kod svih pacijentata koji primaju alemtuzumab se treba nadgledati broj trombocita.[1][2][3][4]
- (oralni estar fumarata koji razvija ; anticipiran brend: ). Istraživanja faze II su završena[5] i nedavno se prešlo se u fazu III.[6]
- Kladribin (Cladribine®) (koji razvija Merck Serono sa anticipiranim brendom: ) je antineoplastik jedinjenje sa imunosupresivnim efektima. Ovaj lek se trenutno koristi kao intravenozna infuzija u tretmanu leukemije vlasastih ćelija (leukemijski reticuloendotheliosis). Kladribin oralna verzija je u fazi III.[7] Ispitivanje faze III je završeno 2009. godine; glavni objektiv, 58% relativna redukcija u godišnjem nivou recidiva u odnosu na placebo, je postignut.[8] Formalni zahtev je podnesen kod Evropske EMEA sredinom 2009. Januara 2010, istraživači su objavili u NEJM značajne rezultate o upotrebi kladribina u reduciranju relapsa multiple skleroze.[9] Očekuje se da će lek izaći na tržište 2011. za upotrebu kod pacijenata sa multiplom sklerozom.[10][11]
- , je sintetički mijelin bazični protein (MBP) koji se sastoji od 17 aminokiselina, nekad na FDA ubrzanom programu za SPMS, je povučen iz ispitivanja nakon dva konsekutivna neuspeha.[12]
- Fingolimod (koji razvija Novartis) je modulator sfingozin-1-fosfat receptora za oralnu upotrebu. 2006. pozitivni rezultati su objavljeni za klinička ispitivanja faze II za sprečavanje relapsa multiple skleroze, sa redukcijom relapsa od 50% u poređenju sa placebom. Potencijalni problemi sa sigurnosnim profilom su obuhvatali smanjene broja otkucaja srca nakon doziranja.[13] U januaru 2010, rezultati objavljeni u NEJM za ispitivanje faze III u kome je učestvovalo više od 1000 pacijenata su pokazali značajnu redukciju stope relapsa u poređenju sa interferon terapijom.[14]
- Lakvinimod (Laquinimod®) (koga razvoju Teva i Active Biotech) je imunomodulatorna supstanca razvijena kao oralno dostupni bolest modifikujući tretman multiple skleroze. U studiji faze II, oralni lakvinimod u dozama od 0.3 mg dnevno je dobro tolerisan i efektivan je u suzbijanju razvoja aktivnih lezija kod relapsa multiple skleroze.[15] U toku 2009 FDA je odobrila ubrzani status.[16]
- Rituksimab, brend ® i ®, je anti- monoklonalno antitelo koje je ranije korišćeno protiv carcinoma. Pokazano da umanjuje štetne lezije za 91%, i relaps za 58%[17]. Ovaj lek je specifičan po tome što dejstvuje na B ćelije umesto T ćelija, koje bi trebalo da igraju glavnu ulogu u MS. Ovakav način dejstva ovog leka podstiče istraživače da dovedu u pitanje tradicionalni model MS napada.[18] Usled nepovoljnog profila nuspojava i postojanja boljih anti-CD20 lekova,[19] dalja ispitivanja Rituksimaba su bila ograničena samo na primarni progresivni MS, za koji trenutno ne postoji tretman. Nažalost, od aprila 2008, Rituxan izgleda da je bio neuspešan u prvom ispitivanju faze 3 u PPMS, što dovodi u sumnju njegovu budućnost u MS terapiji.[20]
- Teriflunomid, aktivni metabolit antireumatskog leka leflunomida, se trenutno istražuje za MS tretman.

Studije faze  se izvode na grupama pacijenata srednje-veličine (20 do 300). One su dizajnirane s namerom utvrđivanja da li lek deluje na određenu bolest, kao i da nastavak ranije sprovedene bezbednosne procene na zdravim volonterima. Tretman u MS studijama faze II traje 4–12 meseca što je obično kraće nego studije faze III.
- (koga razvijaju Teva i Antisense Therapeutics) je antismisleni inhibitor druge generacije integrina CD49d, podjedinice VLA-4 (veoma kasan antigen -4). Rezultati faze IIa su objavljeni.
- CDP323 (koga razvijaju  i Biogen) je jedinjenje za oralnu upotrebu koje deluje protiv α4-integrina, drugim rečima ima isti mehanizam akcije kao natalizumab. Istraživanja faze II su počela 2007. godine.[21]
- Daklizumab (brend ®; koga razvijaju Biogen i ) je anti-IL2 monoklonalno antitelo i imunosupresant koji se koristi za prevenciju odbacivanja nakon organ transplantacije. Rezultati dva istraživanja faze II su objavljena 2007 godine.[22][23] Očekuje se da će studije faze III uskoro početi.
- Estradiol i estrogen receptori (ER): Za oba je bilo pokazano da su antiinflamatorni i neuroprotektivni kod variateta modela neuroloških bolesti i sad se zna da oni isto rade u prisustvu inflamacije[24][25]
- Ibudilast: Ispitivanja faze II su pokazala da ibudilast ne redukuje stopu lezija, ili da sprečava njihovo pretvaranje u crne rupe. Ta ispitivanja su klasifikovala njegovu akciju kao klasu III dokaza odlaganja aktivnosti bolesti.[26]
- Inozin: Inozin je jedinjenje za koje su interesantni preliminarni rezultati pokazani u fazama I i II kliničkih ispitivanja.[27][28] Dva različita mehanizma akcije su bila predložena. Prvo, on proizvodi mokraćnu kiselinu nakon konzumiranja,[29] koja je prirodni antioksidant;[30] drugo, bilo je pokazano da indukuje obnavljanje veza aksona kod laboratorijskih životinja sa moždanim udarom,[31] ili povredama kičmene moždine.[32] Međutim on može prouzrokovati zdravstvene probleme u dugotrajnim tretmanima,[33] prvenstveno kamenje na bubrezima.[34]
- Tovaxin® je vakcina protiv T-ćelija, koja se u ovom slučaju sastoji od oslabljenih autoreaktivnih T ćelija. Razvila ju je kompanija Opexa Therapeutics, (ranije poznata kao PharmaFrontiers). Ispitivanja faze IIb su završena septembra 2008,[35] failing its primary target though in March 2008 was still performing good.[36]
- Ocrelizumab®, je antiCD20 humanizovano monoklonalno antitelo, čiji mehanizam akcije ima za cilj B-ćelije, poput rituksimaba, je trenutno u fazi [37].
- Ofatumumab®, je antiCD20 monoklonalno antitelo, takođe u fazi II za MS, i fazi III za druge autoimune bolesti.[19]
- Transplantacija stem ćelija Utvrđeno je da je ovaj postupak izvodljiv u studijama faza I/II kod 21 pacijenata sa relapsno remitirajućim oblikom multiple skleroze koji nisu bili responzivni na interferon beta. Ona se sastoji of prikupljanja dela pacijentovih sopstvenih perifernih krvnih stem ćelija, davanja hemoterapije malog intenziteta da bi se eliminisali auto-reaktivni limfociti, i nakon toga reinfuzije stem ćelija.[38] Ranije studije na MSu sekundarno-progresivnog stupnja nisu bile uspele da pokažu reverziju neuroloških simptoma.
- , Novartisov BAF312 je modulator sfingozin-1-fosfat receptora za oralnu upotrebu koji je sredinom 2009. bio u studijama faze II. "Rezervno jedinjenje za fingolimod, BAF 312" je u studijama faze [39]. On se testira prvi put na ljudima sa multiplom sklerozom. Ovo ispitivanje faze III obuhvata 275 pacijenata širom sveta. Ishod ovog ispitivanja će ustanoviti optimalni režim BAF312 doziranja kod pacijenata ugroženih multiplom sklerozom, što će biti korišćeno u daljim istraživanjima. Da bi se odredile "optimalne doze", učesnici u grupi I će biti randomno izabrani da uzimaju bilo placebo, ili BAF312 u dozama od 0.5 mg/dan, 2 mg/dan, ili 10 mg/dan, i oni će biti redovno kontrolisani da bi se merila i utvrdila efektivnost, tolerancija i bezbednost doziranja. BAF312 dejstvuje na limfocite i inhibira njihovu migraciju na lokaciju inflamacije. BAF312, mada je informacija o tome izuzetno ograničena, može biti veoma sličan fingolimodu: Fingolimod (rINN, kod-imenovan FTY720) je novi imunosupresantski lek koji uzrokuje limfopeniju putem sprečavanja izlaska limfocita iz limfnih čvorova, koji je dobro napredovao u ispitivanjima faze III. BAF312 je možda selektivniji na posebnim sfingozin-1-fosfat receptorima (njih 8) koje modulira.[40]

## Fazai životinjski modeli
Kandidati lekova u fazi I i medikamenti korišćeni u životinjskim modelima mogu formirati ogromnu listu. Ovde su samo neki od njih sa specijalnim interesom opisani.
- je tretman koji potiskuje imunski sistem, i koji je bio uspešno korišćen u tretmanu miševa. Imunski sistem napada centralni nervni sistem kod pacijenata sa multiplom sklerozom. Specifično "granulocit-makrofaga kolonija–stimulišući faktor (GM-CSF) i interleukin-15 (IL-15) fusokin (GIFT15) izvršava imunu supresiju putem aberantnog signaliziranja kroz IL-15 receptor na limfo-mijeloidnim ćelijama. Pokazano je da eks vivo GIFT15 tretman mišjih splenocita generiše supresivne regulatorne ćelije B ćelijske ontogeneze (u daljem tekstu zvane GIFT15 Breg ćelije)."[41][42][43]

## Ostala istraživanja i mogući tretmani
- Angioplastika i venska stenta (procedura Zamboni liberacije). Ovo je bazirano na podatku da poremećen sistem krvne drenaže (CCSVI) može onesposobiti krv-mozak barijeru.[44][45]
- Antimikrobni agenti protiv Chlamydophila pneumoniae: MS pacijenti su skloniji ka posedovanju detektabilnih nivoa Chlamydophila pneumoniae DNK u njihovom cerebrospinalnoj tečnosti, u poređenju sa drugim pacijentima sa neurološkim bolestima; međutim ti nalazi su nedovoljni da bi se ustanovio etiološki odnos.[46] Anekdotski izveštaji o upotrebi antimikrobnih agenata protiv Chlamydophila pneumoniae su povoljni, ali some jedno duplo-slepo placebo-kontrolisano ispitivanje je bilo objavljeno, u kome je broj studiranih pacijenata bio suviše mali (četiri u svakom delu ispitivanja) da bi se dostigla statistička signifikantnost u primarnoj meri ishoda (zapremina gadolinijum-pojačanih lezija, kao što su viđene na MRT).[47]
- Antioksidanti, su dostupni kao suplementi. Oni imaju sposobnost umanjivanja permeabilnosti krvno-moždane barijere.[48] Vezano s tim, za MS pacijente je poznato da imaju niske nivoe mokraćne kiseline, koja je prirodni antioksidant,[49] i bilo je primećeno da povišenje nivoa mokraćne kiseline zaštićuje protiv destrukcije krvno-moždane barijere (putem vezivanja peroksinitrita).[50] Postoji korelacija između peroksinitrit koncentracije i degeneracije aksona, i njegovo odstranjene može zaštiti neurone od daljeg oštećenja. Antioksidanti mogu odstraniti i druge reaktivne molekule kiseonika.[51]
- Za Bilirubin je nađeno da ima imunomodulatorne osobine, pored već poznatih antioksidantskih osobina, i on je mogući budući tretman.[52]
- Upotreba lekova za supresiju mijelin-reaktivnih efektor-memorijskih T ćelija putem blokiranja napon-kontrolisanih Kv1.3 kanala u tim ćelijama.[53][54][55][56][57]
- Ciklofosfamid (brend ®): U studiji sprovedenoj 2006. godine ciklofosfamid je davan pacijentima sa umereno ozbiljnom RR-MS u toku četiri dana. Oni su ranije bezuspešno pokušali odobrene medikacije. Ti pacijenti su praćeni u toku dve godine. Oni su pokazali stabilizaciju bolesti i poboljšanu funkcionalnost.[58] Kasnije, otvorena studija sprovedena 2007. godine je ustanovila da je  ekvivalentan sa [59], i 2008. evidencija je sakupljena da on može preokrenuti nesposobnost.[60] Pregled različitih studija koje istražuju njegov efekat ne podržava njegovu upotrebu kod progresivnih varijanti.[61]
- Terapija helmintima: Jedna studija je pokazala negativnu asocijaciju između multiple skleroze i infekcije sa intestinalnim parazitima, kao što je Rudarska glista indicirajući da paraziti možda magu da zaštite protiv multiple skleroze.[62][63]
- BCG vakcina: Rutinska, živa, oslabljena vakcina protiv tuberkuloze, je značajno umanjila vraćanje simptoma kod pacijenata multiple skleroze.[64] Frekvencija novog povećanja lezija detektovanih putem Gd-pojačanog MRT[потребна одредница] je bila smanjena za više od pola kod 12 pacijenata, upoređujući šestomesečni progres u post-BCG fazi eksperimenta. Postojanost na naknadnim MR snimcima je umanjena od 18 do 1 lezije, i evolucija crnih rupa je smanjena od 28 do 6 lezija.[65] Konvencionalno objašnjenje takve zaštite je da paraziti (uključujući bakterije) moduliraju senzitivnost imunskog sistema. Izgleda da je BCG bezbedan tretman za multiplu sklerozu.[64][66]
- Niska doza naltreksona je isto poznata kao LDN. Naltreksone, čist antagonist opijata, koji je FDA licencirala za tretman alkoholne i opijatne zavisnosti, se trenutno studira u niskim dozama za MS pacijente. Mala, kratkotrajna klinička studija[67] sa MS pacijentima je nedavno sprovedena na univerzitetu Kalifornije, u San Francusku. Oktobra 2007 podaci su prezentirani na Evropskom Kongresu za MS u Pragu, u pogledu bezbednosnih nalaza pilot studije niske doze naltrekson kod pacijenata od multiple skleroze od strane neuroloških istraživača u Milanu, Italija.[68] Međutim, uverljivi rezultati of LDN efikasnosti u MS tretmanu nisu objavljeni. LDN je trenutno dostupan MS pacijentima u SAD putem recepata za neodobrenu indikaciju.
- Minociklin: je antibiotik za koji je pokazano da ima efekat na kliničke i MRK[потребна одредница] ishode i serum imune molekule kod MS pacijenata u toku 24-mesečnog otvorenog minociklin tretmana. Uprkos umereno visokoj pretretman relaps stopi kod pacijenata u studiji pre tretmana, relapsi se nisu javljali između meseci 6 i 24. Jedini pacijenat sa gadolinijum-pojačanim lezijama na MRK između 12 i 24 meseci je bio na polovini-doze minociklina. Klinički i MRK ishodi ove studije su podržani sistemskim imunološkim promenama i pozivaju na dalja istraživanja minociklina u MS.[69][70][71]
- Piksantron (BBR2778) je analog mitoksantrona koji ne ispoljava toksične efekte na srčano tkivo. Ona dva leka su jednako potentna u životinjskim modelima MS; međutim rezultati ljudskih ispitivanja nisu objavljeni 2007.[72]
- Prolaktin: 2007 godine je objavljeno da hormon prolaktin može da ublaži efekte demijelinizacije u životinjskim modelima MS.[73] Ovaj efekat of prolaktina može biti razlog zašto trudnoća teži da umanji efekte multiple skleroze kod žena.[74]
- Statini: Za ovu familiju holesterol-snižavajućih lekova, je bilo pokazano da imaju antiinflamatorne efekte u životinjskim modelima MS.[75] Međutim nema evidencije da su statini koristan tretman kod MS pacijenata, i postoji zabrinutost da ako se ikad pokaže da su efektivni, potrebne visoke doze mogu sprečiti dugotrajnu upotrebu usled potencijala za oštećenje jetre i mišićnu atrofiju.
- Testosteron je bio studiran zbog njegovog potencijalno korisnog dejstva kod muškaraca sa multiplom sklerozom, ali su rezultati preliminarni.[76]
- Vitamin D: studija is 2004. godine je ustanovila da žene koje su koristile vitamin D suplemente su bile 40% manje sklone da razviju MS nego žene koje nisu uzimale suplemente. Međutim, ta studija ne daje dovoljno podataka da bi se zaključilo da vitamin D ima blagotvorni uticaj na MS koja je već nastupila. Dodatno, iz tih rezultata nije moguće napraviti razliku izmeću korisnih efekata vitamina D, i onih proizvedenih multivitaminskim suplementima uključujući vitamin E i raznim B vitaminima, koji takođe mogu imati proaktivni efekat.[77]
- Omega-3 masna kiselina: Studija je utvrdila da suplementacija omega-3 masnom kiselinom umanjuje proizvodnju matriks metaloproteinaze-9 kod relapsno-remitirajuće multiple skleroze.[78]

## Kombinacija odobrenih lekova
- Nedavna studija u Velikoj Britaniji je proizvela interesantne rezultate za upotrebu kombinacije mitoksantrona i kopaksona. U jednoj otvorenoj studiji sa 27 pacijenata sa RRMS, rezultati sugeriraju brzu i održivu supresiju relapsa. Trogodišnja kontrolisana studija sa 60 pacijenata je započeta u 10 centara širom UK.[79] U jednoj drugoj kliničkoj studiji, glatimer acetat je bio kombinovan sa  na takav način da je svaki tretman mitoksantrona sleđen sa GA tretmanom. To je proizvelo obećavajuće rezultate dva puta, na konzistentan način.[80][81]
- Za ovu kombinaciju je nađeno da je bezbedna i dobro tolerisana posle šest meseci.[82]
- Avoneks (interferon beta-1a) je kombinovan sa inozinom. Dostupni podaci sugerišu da je ova kombinacija bezbedna i dobro tolerisana, mada sa nekim nepoželjnim efektima.[83] There is doubt whether Inosine could be used in long-term treatment.[84]
- Avoneks je takođe bio kombinovan sa atorvastatinom u kliničkim ispitivanjima i pokazano je da je bezbedan u tim uslovima,[85] mada se za visoke doze statina očekuje da proizvedu probleme sa jetrom i mišićnu atrofiju u toku dužeg vremenskog perioda.[86] Other clinical trials have found problems combining IFN beta with Atorvastatin[87]
- je bio testiran na IFN-beta ne reagujućim pacijentima. Rezultati su pozitivni i dalje studije su u toku.[88]
- Ova kombinacije je bila efektivna u nekim slučajevima, i neuspešna u drugim[89]
- : Trenutno u fazi III, sa objavljenim dobrim rezultatima.[90]
- . Dobri rezultati[91]
- : Opasno ali efektivno.[92] Povezano sa PML, ili je značajno da je sam natalizumab isto povezan sa njim.

Tabelarni pregled kombinacija koje su bile ispitane:
| -------            | Interferon beta-1a | Betaseron (beta-1b) | Kopakson | Mitoksantron | Tisabri |
| Interferon beta-1a | ------             | ------              | ------   | ------       | ------  |
| Betaseron          | Ne                 | ------              | ------   | ------       | ------  |
| Kopakson           | Da                 | Ne                  | ------   | ------       | ------  |
| Mitoksantron       | Ne                 | Ne                  | Da       | ------       | ------  |
| Tisabri            | Da (vezano sa PML) | Ne                  | Da       | Ne           | ------  |
| Atorvastatin       | Da                 | Ne                  | Ne       | Ne           | ------  |
| Ciklofosfamid      | Ne                 | Ne                  | Ne       | Ne           | Ne      |
| Inozin             | Da                 | Ne                  | Ne       | Ne           | Ne      |

## Istrage za progresivne varijante
Progresivne varijante su se pokazale da su teže za tretiranje nego RRMS. Obo je status istraživanja progresivnih varijanti.

### Primarno progresivne
Ova varijanta nema trenutno odobrenih tretmana. Neki mogući tretmani su bili objavljeni, kao što su puls terapija metilprednisolonom ili riluzol, i redukcija spasticiteta je prijavljena u jednoj italijanskoj pilot studiji sa niskim dozama naltreksona, ali još uvek nema nečeg ubedljivog.

### Sekundarni progresivne i progresivno-relapsirajuće
Jedino je mitoksantron bio odobren, ali većina lekova koji su bili u pripremi je bila ili će biti ispitana na ovoj grupi indikacija. Od septembra 2008 dirukotid (duruconide®) je na ubrzanom programu za odobrenje za SPMS indikaciju.

## Spoljašnje veze
|  | Molimo Vas, obratite pažnju na važno upozorenje u vezi sa temama iz oblasti medicine (zdravlja). |